# Kanghwado (ASR-22)
ROKS Kanghwado (ASR-22) je záchranná loď ponorek námořnictva Korejské republiky. Označována je též jako ARS-II. Hlavním úkolem plavidla je pomoc ponorkám nacházejícím se v hloubce až 500 metrů. Ve službě je od listopadu 2024.

## Stavba
Vývoj nové záchranné lodě ponorek byl zahájen v listopadu 2015. Návrh plavidla byl dokončen roku 2017. Jeho stavba byla objednána roku 2018 u korejské loděnice Hanwha Ocean (dříve Daewoo Shipbuilding & Marine Engineering) v Okpo. Hodnota kontraktu dosáhla přibližně 400 milionů amerických dolarů. Loděnice přitom postavila i dvojici předchozích záchranných lodí třídy Tchongjong. Kýl plavidla byl založen roku 2020. Trup byl na vodu spuštěn 7. října 2021 do služby byl přijat 11. listopadu 2024.

## Konstrukce
Plavidlo je nese trupový sonar. Je vybaveno různými podmořskými prostředky operujícími z bazénu umístěného ve střední části trupu. Patřit mezi ně bude dálkově ovládaný podmořský prostředek schopný operovat v hloubkách až 1000 metrů. Nasadit bude moci z hlubokomořské záchranné plavidlo DSRV od britské firmy JFD. DSRV může najednou převzít až sedmnáct členů posádky potopené ponorky. Na zádi se nachází přistávací plocha pro jeden vrtulník. Nejvyšší rychlost dosahuje 20 uzlů.